# Paul Peschisolido
Paolo Pasquale Peschisolido, mais conhecido por Paul Peschisolido (Scarborough, 25 de maio de 1971) é um ex-futebolista e treinador de futebol canadense.
É um dos jogadores mais populares do Canadá, que possui pouca tradição no futebol, e um dos melhores futebolistas da história de seu país.

## Carreira

### O começo
Nascido em Scarborough, uma cidade da província canadense de Ontário, Peschisolido começou sua carreira ainda na fase indoor, pelo Kansas City Comets, no ano de 1990. Seguiu nesta mesma condição em 1991, pelo Toronto Blizzard. A partir daí, começaram a surgir mudanças na carreira do atacante, que se mudou para a Inglaterra no ano seguinte.

### 16 anos de Inglaterra
Ainda jovem, Paul desembarcou na "velha Albion" para assinar contrato profissional com o Birmingham City. Seu bom desempenho chamou a atenção do Stoke City, que o contratou em 1994. Regressou ao Birmingham em 1996, mas não agradou no retorno ao time alviazulino. Sem espaços no Birmingham, Paul assinou com o West Bromwich Albion ainda em 1996, ficando apenas um ano, mas teve um bom desempenho para um jogador com curto espaço de tempo em um clube inglês: 42 partidas e quinze gols marcados. Isso despertou o interesse do Fulham em contratá-lo, e o canadense foi para Craven Cottage já no ano seguinte. Seu começo no Fulham foi tímido, e a direção decidiu emprestá-lo a outras equipes visando mais experiência ao canadense. Peschisolido, durante o período em que foi emprestado, atuou por Queens Park Rangers, Sheffield United e Norwich City (cinco partidas por cada time), todas sem sucesso.Voltou ao Sheffield United em 2001, onde novamente demonstrou relativo sucesso: disputou 79 partidas e marcou 16 gols. O Derby County contratou Peschisolido em 2004, e novamente Pesch mostrou seu valor: noventa jogos e vinte gols marcados. Em 2007, Peschisolido, após má temporada no Luton Town, resolveu pendurar as chuteiras.
Entretanto, um convite do time irlandês St. Patrick's Athletic convenceu Peschisolido a retornar aos gramados. Inicialmente, fora contratado para ser auxiliar-técnico de Jeff Kenna, que acabaria registrando o canadense também como jogador, servindo-o como um "tapa-buraco" na equipe. Entretanto, ele não disputou nenhuma partida e encerrou definitivamente sua carreira nos Pat's.

## Seleção
Pesch estreou na Seleção do Canadá em 1992, em partida contra a Seleção de Hong Kong de Futebol, pela "Copa Columbus 500", um torneio comemorativo aos 500 anos do descobrimento da América. Não levou sua seleção às Copas de 1994, 1998 e 2002, mas esteve na Copa das Confederações de 2001, onde o Canadá chegou a empatar sem gols com a Seleção Brasileira, resultado bastante expressivo para uma seleção de porte médio-pequeno como o Canadá.
Peschisolido deixou os Canooks em 2004, numa partida contra Belize, vencida com facilidade pelos canadenses por 4 a 1 no placar agregado.

## Carreira de treinador
Peschisolido iniciou sua carreira de treinador ainda em 2009, no minúsculo time inglês do Burton Albion, que disputa a Football League One (segunda divisão inglesa).

## Origem italiana
Seus primeiros nomes, Paolo e Pasquale, refletem a origem italiana de Peschisolido, cujo sobrenome também possui raízes italianas.

## Títulos
Canadá
- Copa Ouro da CONCACAF de 2000